# Belgische federale verkiezingen 1991
Op zondag 24 november 1991 werden in België verkiezingen gehouden voor het federaal parlement (Kamer en Senaat). Tegelijk werden de negen provincieraden verkozen.
Bij wet van 16 juli 1991 werd tijdens deze verkiezingen voor de eerste keer in België geëxperimenteerd met elektronisch stemmen, meer bepaald in het kanton Verlaine (provincie Luik) en het kanton Waarschoot (provincie Oost-Vlaanderen).
Deze verkiezingen werden later Zwarte Zondag genoemd vanwege de verkiezingsoverwinning van het Vlaams Blok.

## Aanloop
Begin oktober 1991 neemt de Volksunie ontslag uit de regering-Martens VIII na een bijzonder hevige communautaire confrontatie over de uitvoer van wapens naar het Midden-Oosten. De overgebleven Regering-Martens IX heeft nog steeds een meerderheid in het parlement en regeert tot het einde van de normale periode van vier jaren.

## Uitslag
Aantal geldige stemmen: 6.162.160
| Partij | Partij      | Stemmen | Percentage | Zetels   |
| ------ | ----------- | ------- | ---------- | -------- |
|        | CVP         | 1036165 | 16,8%      | 39 (−4)  |
|        | PS          | 831199  | 13,5%      | 35 (−5)  |
|        | PVV         | 738016  | 12,0%      | 26 (+1)  |
|        | SP          | 737976  | 12,0%      | 28 (−4)  |
|        | PRL         | 501647  | 8,1%       | 20 (−3)  |
|        | PSC         | 476730  | 7,7%       | 18 (−1)  |
|        | Vlaams Blok | 405247  | 6,6%       | 12 (+10) |
|        | Volksunie   | 363124  | 5,9%       | 10 (−6)  |
|        | Ecolo       | 312624  | 5,1%       | 10 (+7)  |
|        | Agalev      | 299550  | 4,9%       | 7 (+1)   |
|        | ROSSEM      | 198182  | 3,2%       | 3 (+3)   |
|        | FDF/PPW     | 90813   | 1,5%       | 3 (+0)   |
|        | FN          | 64992   | 1,1%       | 1 (+1)   |
|        | PVDA/PTB    | 30491   | 0,5%       |          |
|        | B.E.B.      | 15429   | 0,3%       |          |
|        | REGEBO      | 11944   | 0,2%       |          |
|        | AGIR        | 11189   | 0,2%       |          |
|        | PC          | 5706    | 0,1%       |          |
|        | SAP/POS     | 5243    | 0,1%       |          |
|        | V.D.        | 4467    | 0,1%       |          |
|        | RW          | 3756    | 0,1%       |          |

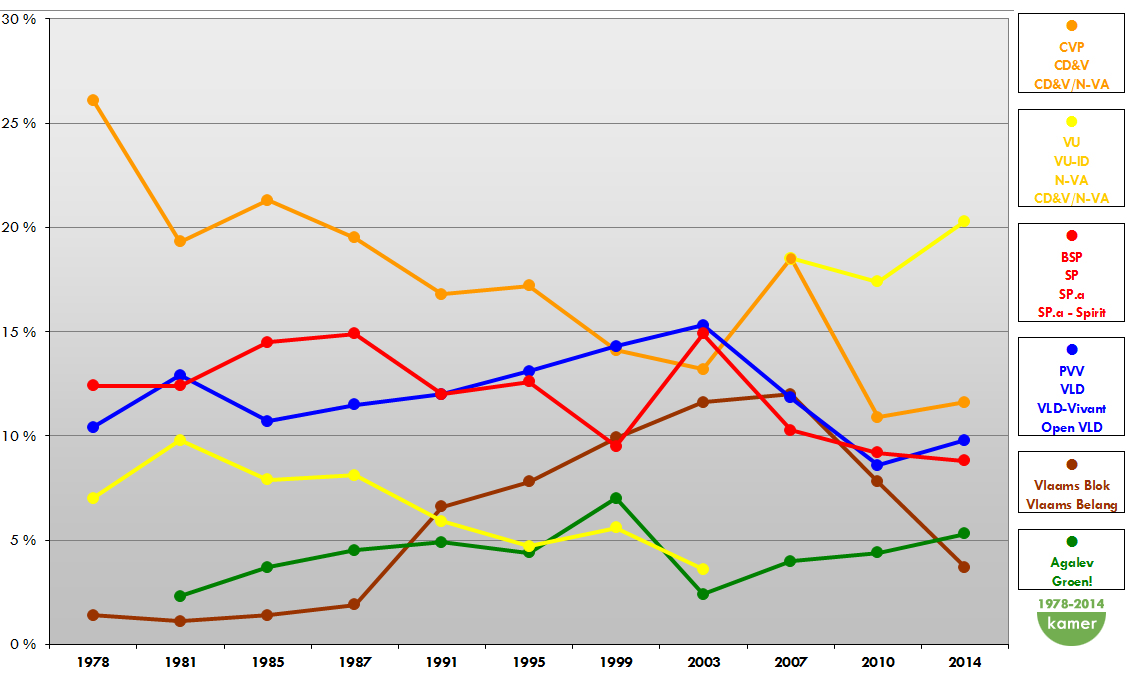
De grootste zes Vlaamse partijen en hun behaalde resultaten voor de Kamer van volksvertegenwoordigers. Van 1978 tot en met 2014, uitgedrukt in procenten voor 'Het Rijk'.

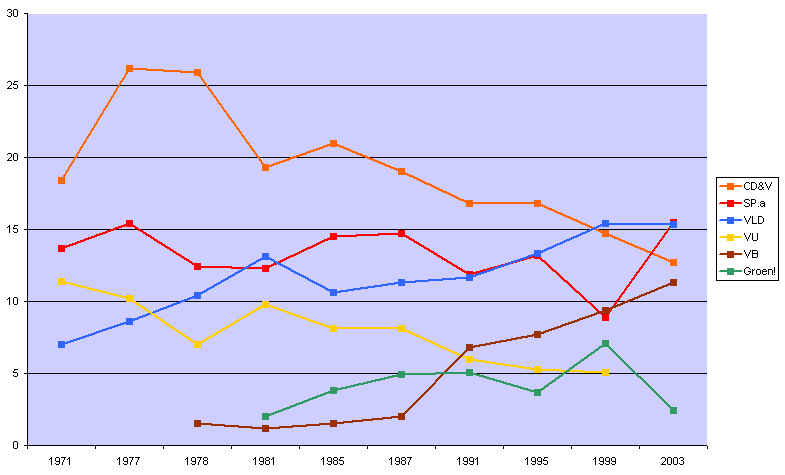
Huidige Nederlandstalige partijen en hun behaalde resultaat voor de senaat sinds 1971 uitgedrukt in procenten

Partijen die minder dan 0,1% van de stemmen behaalden zijn niet opgenomen in de lijst.
Aantal geldige stemmen: 6.117.614
| Partij | Partij      | Stemmen | Percentage | Zetels  |
| ------ | ----------- | ------- | ---------- | ------- |
|        | CVP         | 1028699 | 16,8%      | 20 (−2) |
|        | PS          | 814136  | 13,2%      | 18 (−2) |
|        | SP          | 730274  | 11,9%      | 14 (−3) |
|        | PVV         | 713542  | 11,7%      | 13 (+2) |
|        | PRL         | 496562  | 8,1%       | 9 (−3)  |
|        | PSC         | 483961  | 7,9%       | 9 (+0)  |
|        | Vlaams Blok | 414481  | 6,8%       | 5 (+4)  |
|        | Volksunie   | 365173  | 6,0%       | 5 (−3)  |
|        | Ecolo       | 323683  | 5,3%       | 6 (+4)  |
|        | Agalev      | 314360  | 5,1%       | 5 (+2)  |
|        | ROSSEM      | 196052  | 3,2%       | 1 (+1)  |
|        | FDF/PPW     | 86026   | 1,4%       | 1 (+0)  |
|        | FN          | 60876   | 1,0%       |         |
|        | PVDA/PTB    | 31754   | 0,5%       |         |
|        | B.E.B.      | 15893   | 0,3%       |         |
|        | REGEBO      | 12150   | 0,2%       |         |
|        | PC          | 6552    | 0,1%       |         |
|        | SAP/POS     | 6485    | 0,1%       |         |
|        | V.D.        | 4228    | 0,1%       |         |
|        | RW          | 3441    | 0,1%       |         |

## Verkozenen
- Kamer van volksvertegenwoordigers (samenstelling 1991-1995)
- Samenstelling Belgische Senaat 1991-1995

## Gevolgen
De regeringspartijen haalden een slecht resultaat, desondanks vormden CVP, PSC, SP en PS de regering-Dehaene I. De Volksunie maakte geen deel meer uit van de regering.
Het Vlaams Blok boekte tijdens deze verkiezingen zijn eerste grote winst en daarom werd in de jaren daarop deze verkiezingsdag Zwarte Zondag genoemd.
De nieuwe lijst ROSSEM, gebouwd rond de mediatieke Jean-Pierre Van Rossem, brengt naast Van Rossem zelf nog drie medewerkers in het Parlement. Later wordt de parlementaire onschendbaarheid van Van Rossem opgeheven naar aanleiding van het Moneytron-dossier.
Het gecombineerde succes van Vlaams Blok en ROSSEM ontlokt aan leiders van traditionelere partijen de commentaar, dat de antipolitiek hoogtij viert. Het signaal van de kiezer zou een roep zijn om meer en directere democratie, meer betrokkenheid van politici bij de dagelijkse problemen van de burger, en een nadrukkelijke afwijzing van "zachte" vormen van belangenvermenging, zoals politiek dienstbetoon en politieke benoemingen. In de daaropvolgende jaren worden een aantal corrigerende maatregelen in die zin genomen, onder meer de afschaffing van het fenomeen der kabinetsmiliciens (dienstplichtige militairen die hun legerdienst op het kabinet van een Minister volbrengen).
Als democratische reactie op de verkiezingsuitslag wordt sinds 1992 op 21 juli tijdens de Gentse feesten telkens de Prijs voor de Democratie uitgereikt, een initiatief van Democratie 2000 en vzw Trefpunt.

### Wetgevende initiatieven
Uit de verkiezingsoverwinning van het Vlaams Blok stelde men een vertrouwensbreuk tussen het bestuur en de rechtsonderhorige vast. Om dit vertrouwen te herstellen, zijn verschillende wetgevende initiatieven ondernomen:
- de wet van 29 juli 1991 betreffende de uitdrukkelijke motivering van bestuurshandelingen;
- in artikel 32 van de Belgische grondwet werd het principe van de openbaarheid van bestuur opgenomen;
- artikel 1412bis werd ingevoerd door de wet van 30 april 1994 in het Gerechtelijk Wetboek, waardoor aan de burger onder bepaalde voorwaarden de mogelijkheid wordt gegeven beslag te leggen op overheidsgoederen;